# Forsterina vultuosa
Forsterina vultuosa is een spinnensoort in de taxonomische indeling van de Desidae.
Het dier behoort tot het geslacht Forsterina. De wetenschappelijke naam van de soort werd voor het eerst geldig gepubliceerd in 1908 door Eugène Simon.